# TUBA4A
La cadena alfa 4A de tubulina (TUBA4A) es una proteína codificada en humanos por el gen TUBA4A.
Los microtúbulos del citoesqueleto de células eucariotas llevan a cabo diversas funciones esenciales y están compuestos de un heterodímero de tubulina alfa y beta. Los genes que codifican estos microtúbulos pertenecen a la superfamilia de la tubulina, que consta de seis familias distintas. 
Los genes de las familias de alfa, beta y gamma tubulina son encontrados en todos los eucariotas. Las tubulinas alfa y beta representan el principal componente de los microtúbulos, mientras que la tubulina gamma juega un papel crítico en la nucleación y ensamblaje de los microtúbulos. Existen múltiples genes de tubulina alfa y beta, los cuales se encuentran altamente conservados entre especies. Este gen codifica una tubulina alfa que se encuentra altamente conservada con respecto a su ortólogo encontrado en testículos de ratas.

## Interacciones
La proteína TUBA4A ha demostrado ser capaz de interaccionar con:
- NCOA6[3]
- APC[4]